# Safia amphitrite
Safia amphitrite là một loài bướm đêm trong họ Noctuidae.